# Jurinea
Jurinea é um género botânico pertencente à família Asteraceae. Compreende 357 espécies descritas e destas, só 179 aceites.
O género foi descrito por Alexandre Henri Gabriel de Cassini e publicado em Bull. Sci. Soc. Philom. Paris 1821: 140. 1821.

## Espécies seleccionadas
- Jurinea abolinii Iljin
- Jurinea abramowii Regel & Herder
- Jurinea adenocarpa Schrenk
- Jurinea akinfievii Nemirova
- Jurinea alata (Desf.) Cass.
- Jurinea albicaulis Bunge
- Jurinea albovii Galushko & Nemirova
- Jurinea humilis (Desf.) DC.
- Jurinea multiflora (L.) B.Fedtsch.
- Jurinea pinnata (Pers.) DC.